# Guidetta Roti Michelozzi
Guidetta Roti Michelozzi Clavarino (Génova, 1928) es una botánica, fitogeógrafa, aerobióloga, profesora, taxónoma, conservadora y exploradora italiana.

## Carrera
En 1952, se graduó por la Universidad de Florencia en Ciencias Naturales.
Desarrolló actividades académicas y científicas en el Departamento de Botánica de la Universidad de Génova.

## Algunas publicaciones
- Letizia Riggio Bevilacqua, guidetta Roti-Michelozzi, paolo Modenesi. 1989. The watertight dormancy of Melilotus alba seeds: further observations on the palisade cell wall. Canadian J. of Botany 67 (12): 3453 - 3456, 10.1139/b89-422, resumen

- ------------------------------, ------------------------------, g. Serrato. 1984. Water entry in Cercis siliquastrum (Leguminosae) seeds. Nordic J. Botan. 4: 675 – 679. Resumen

- guidetta Roti-Michelozzi, liliana Caffaro. 1984. Cytotaxonomic studies in wild populations ofVicia hybrida L. and Vicia lutea L. Folia Geobotanica et Phytotaxonomica 19: 169

- giorgina Serrato Valenti, guidetta Roti Michelozzi, patrizia Ghigliazza. 1979. Sviluppo del tegumento seminale in Cercis siliquastrum L., con particolare riguardo all'insorgenza ed alla struttura della linea lucida. Nota preliminare. Giornale Botanico Italiano 113 (1-2): 101 - 115, resumen

- guidetta Roti-Michelozzi. 1969. Adumbratio florae aethiopicae. 17, Turneraceae. Ed. Firenze, Herbario Tropicale di Firenze 353 - 378. il. 1 carta.

- ------------------------------. 1957. Adumbratio Florae Aethiopiae. Webbia 13: 178.

## Honores

### Membresías
- Sociedad Botánica Italiana

### Eponimia
- La abreviatura «Roti Mich.» se emplea para indicar a Guidetta Roti Michelozzi como autoridad en la descripción y clasificación científica de los vegetales.[3]